# شهباز شانه‌بلوطی
شهباز شانه‌بلوطی (نام علمی: Erythrotriorchis buergersi) یک گونه از پرندگان شکاری از خانواده بازان است. در گینه نو یافت می‌شود.